# Ma'afu Tukui'aulahi
Siosaʻia Lausiʻi (1 de julio de 1955 - Auckland, 12 de diciembre de 2021) pero desde su nombramiento el 30 de octubre de 1997 con el título noble de Maʻafu Tukuʻiʻaulahi, más conocido como Lord Maʻafu, fue un político tongano, militar y miembro de la nobleza tongana. Formó parte del Gabinete, ocupando el cargo de Ministro de Tierras y Recursos Naturales y de Ministro de Defensa de Tonga.

## Biografía

### Trayectoria
Se inscribió en los Servicios de Defensa de Tonga el 3 de marzo de 1975 y el mismo año se convirtió en Comandante de Pelotón de la Guardia Real de Tonga. Se desempeñó como oficial comisionado, ascendiendo al rango de Oficial al mando de la Fuerza Terrestre en el año 2000, antes de desempeñarse como Secretario privado del rey Taufa'ahau Tupou IV de 2001 a 2006.
Ingresó a la política en 2008, fue elegido para la Asamblea Legislativa como representante de Nobles para Tongatapu, y recibió diez votos de colegas electores de la nobleza en las elecciones generales de abril. En julio de 2009, fue nombrado Ministro de Energía, Medio Ambiente, Información y Cambio Climático en el Gabinete del Primer Ministro Feleti Sevele.
Retuvo su asiento en las elecciones generales de noviembre de 2010, recibiendo nuevamente diez votos. Luego fue nombrado Ministro de Energía, Medio Ambiente, Información y Cambio Climático en el Gabinete del Primer Ministro Sialeʻataongo Tuʻivakanō; la legislación promulgada en 2010 prescribió que solo un Representante de Nobles podría ser nombrado Ministro de Tierras y Recursos Naturales.
El 1 de septiembre de 2017, el Primer ministro, Akilisi Pōhiva lo nombró vice primer ministro, tras destituir a Siaosi Sovaleni. Ocupó dicho cargo hasta enero de 2018, cuando en una reorganización del gabinete, fue designado Ministro de Defensa de Fuerzas Armadas, siendo sucedido por Semisi Sika como vice primer ministro. Tras el fallecimiento de Akilisi Pōhiva en septiembre de 2019, fue confirmado por el sucesor Pōhiva Tu'i'onetoa en sus carteras ministeriales de defensa y recursos naturales. Tras la renuncia de Sione Vuna Fa'otusia al gabinete en diciembre de 2020, Maʻafu fue nombrado en el cargo de vice primer ministro.
En las elecciones generales de 2021 no logró ser reelecto Representante Noble para la Asamblea Legislativa.

### Muerte
Lord Maʻafu falleció en la mañana del 12 de diciembre de 2021 en el City Hospital de Auckland a los 66 años de edad, según anunció la Oficina del Primer Ministro. Se encontraba en Nueva Zelanda para recibir tratamiento médico debido a problemas de salud. Su última aparición pública había sido el 23 de marzo de 2021, en la apertura del bloque de entrenamiento de la Escuela de Policía.
Su funeral tradicional tuvo lugar el 3 de enero de 2022 en Langi ko Huelo 'o Hangai Tokelau en Tokomololo, Tongatapu. A la ceremonia asistieron los reyes Tupou VI y Nanasipauʻu, así como otros miembros de la familia real. La procesión fúnebre fue dirigida por el Cuerpo Real de Músicos con pelotones de las Fuerzas Armadas de Su Majestad.

## Vida personal
Estuvo casado con la princesa Lavinia Mata-‘o-Tāone, hija del príncipe Fatafehi Tuʻipelehake y prima del rey Tupou VI, la cual falleció en 2018. El matrimonio tuvo dos hijosː los Honorables, Tevita 'Unga y Fangaake Veikune.
Su hijo mayor, Tevita 'Unga heredó el título de Lord Maʻafu; se le fue otorgado oficialmente por el rey Tupou VI el 4 de abril de 2023.

## Honores

### Honores nacionales
- Rey Taufaʻahau Medalla de Jubileo de Plata (4 de julio de 1992).
- Servicio largo y buena conducta. Medalla.
- Medalla de Servicios Generales (Bougainville).

Fuenteː 

### Honores extranjeros
- Medalla de reconocimiento del Ejército de los Estados Unidos.